# برتولد فون اشتاوفنبرگ
برتولد آلفرد مارییا شنک گراف فون اشتاوفنبرگ (به آلمانی: Berthold Alfred Maria Schenk Graf von Stauffenberg)‏ اشراف زاده و حقوقدان آلمانی و یکی از شرکت کنندگان اصلی برای کودتای ۲۰ ژوئیه بر عیله هیتلر و حزب نازی بود. وی در ۱۹۳۹ به نیروی دریایی آلمان پیوسته بود و در سرفرماندهی مشغول کار بود بعد از اینکه بمب گذاری در قرارگاه لانه گرگ در پروس شرقی به وسیله برادر کوچکترش سرهنگ کلاوس فون اشتاوفنبرگ شکست خورد برتولد نیز به وسیله نازی‌ها اعدام شد.

## زندگی
برتولد اشتاوفنبرگ فرزند ارشد آلفرد شنک گراف فون اشتافنبرگ و کارولین فون اوکسیل گیلنبند بود. او در یک خاندان اشرافی کاتولیک قدیمی و مشهور در جنوب آلمان به دنیا آمد. پدر و مادر او آخرین نسل صاحب مقام مارشال عالی رتبه دربار پادشاهی وورتمبرگ بودند. چندین پروسی معروف از جمله، آگوست فون گنایزنائو بزرگ از اجداد آنها هستند.
او و برادرانش در دوران جوانی عضو یک انجمن پیشاهنگان آلمانی و دسته ای از جنبش جوانان آلمان به نام نوپادفندر بودند.
پس از تحصیل حقوق در توبینگن، او در سال ۱۹۲۷ به عنوان استادیار حقوق بین‌الملل در موسسه قیصر ویلهلم برای حقوق خارجی و بین‌المللی مشغول به کار شد. آلبرشت فون بلومنتال، او و برادرش کلاوس را به گروه شاعر و نویسنده نمادگرا و معماگون اشتفان گئورگه معرفی کرد، بسیاری از پیروان او بعدها عضو مقاومت آلمان در برابر نازیسم شدند. او از سال ۱۹۳۰ تا ۱۹۳۲ در شهر لاهه کار کرد و در سال ۱۹۳۶ با ماریا (میکا) کلاسن (۱۹۰۰-۱۹۷۷) ازدواج کرد. آن‌ها دو فرزند به نامهای آلفرد کلاوس ماریا شنک گراف فون اشتاوفنبرگ (۱۹۳۷-۱۹۸۷) و الیزابت کارولین مارگارت ماریا شنک گرافین فون اشتاوفنبرگ (متولد ۱۳ ژوئن ۱۹۳۹) داشتند. او با خانواده‌اش در برلین-وانزی زندگی می‌کرد.

## شغل و تلاش برای کودتا
در سال ۱۹۳۹، او به نیروی دریایی آلمان پیوست و به عنوان قاضی و مشاور حقوق بین‌الملل در کمیته فرماندهی عالی مشغول به کار شد.
آپارتمان برتولد در خیابان تریستان در برلین واقع بود، برادرش کلاوس هم برای مدتی در آنجا زندگی می کرد. این مکان محلی برای دیدار همدستان نقشه کودتای ۲۰ ژوئیه از جمله یکی از بستگانشان پیتر یورک فون وارتنبورگ بود. از آنجا که کلاوس به حلقه داخلی اطرافیان هیتلر دسترسی داشت، این وظیفه به او سپرده شد که در تاریخ ۲۰ ژوئیه ۱۹۴۴، یک بمب را در کلبه محل اقامت پیشوا در فرماندهی عالی نظامی در راستنبورگ در پروس شرقی، قرار دهد. سپس کلاوس به فرودگاه رانگسدورف جنوب برلین پرواز کرد و با برتولد دیدار کرد. آنها با هم به بندلرشتراسه رفتند، که رهبران کودتا قصد داشتند آن را به عنوان مرکز عملیات خود در برلین استفاده کنند.
هیتلر از انفجار بمب جان سالم به در برد و کودتا ناموفق ماند. برتولد و برادرش در همان شب در بندلرشتراسه دستگیر شدند. کلاوس بلافاصله بعد از آن توسط یک تیم اجرایی تیربارانی اعدام شد.
بعد از دستگیری او، گشتاپو از اشتاوفنبرگ درباره نظراتش درباره "راه حل نهایی برای سؤال یهودیان" بازپرسی کرد. اشتاوفنبرگ به گشتاپو گفت که "او و برادرش در اصل اصول نژادی نازیسم را تأیید کرده‌اند، اما آن را مبالغه آمیز و افراطی می‌دانند." اشتاوفنبرگ در ادامه گفت:
به ایده نژادی در این جنگ به طرز وحشتناکی خیانت شده است، زیرا بهترین خون آلمانی به شکل غیرقابل جبرانی قربانی می‌شود، در حالی که در عین حال آلمان با میلیون‌ها کارگر خارجی پر شده است که قطعاً نمی‌توان آن‌ها را به عنوان افراد با کیفیت نژادی بالا توصیف کرد.
برتولد در تاریخ ۱۰ اوت توسط رولاند فرایسلر در دادگاه خلق محاکمه شد و یکی از هشت نفری بود که همان روز در زندان پلوتزنزه در برلین با سیم پیانو اعدام شدند. قبل از اینکه برتولد کشته شود، چندین بار به دار آویخته شد و سپس به سرعت به زندگی بازگشت. کل عمل اعدام و چندین بار احیا برای هیتلر به منظور تماشای آن در اوقات فراغتش، فیلمبرداری شد.